# Варенго (Алесандрија)
Варенго је насеље у Италији у округу Алесандрија, региону Пијемонт.
Према процени из 2011. у насељу је живело 153 становника. Насеље се налази на надморској висини од 264 м.